# Asienspiele (Badminton)
Im Rahmen der Asienspiele, 1951 erstmals ausgetragen, finden seit 1962 auch Titelkämpfe im Badminton statt. 1958 stand Badminton bereits als Demonstrationssport im Programm der Spiele. Zuerst wurden nur im Herrendoppel, Herreneinzel, Damendoppel und Dameneinzel die Sieger ermittelt. Später kamen das Mixed und die Mannschaftskämpfe getrennt nach Frauen und Männern dazu. 1974 waren die Spiele im Badminton von besonderer Brisanz, trafen doch erstmals die Verbände Indonesiens und Chinas aufeinander, die jahrelang getrennte Wege gingen. Badminton bei den Asienspielen ist nicht zu verwechseln mit der Asienmeisterschaft im Badminton.

## Austragungsorte
| Jahr | Ausgabe | Gastgeberstadt      | Datum                                                       |
| ---- | ------- | ------------------- | ----------------------------------------------------------- |
| 1951 | I       | Neu-Delhi, Indien   | 4. bis 11. März 1951, ohne Badminton                        |
| 1954 | II      | Manila, Philippinen | 1. bis 9. Mai 1954, ohne Badminton                          |
| 1958 | III     | Tokio, Japan        | 24. Mai bis 1. Juni 1958, Badminton als Demonstrationssport |
| 1962 | IV      | Jakarta, Indonesien | 24. August bis 4. September 1962                            |
| 1966 | V       | Bangkok, Thailand   | 9. bis 22. Dezember 1966                                    |
| 1970 | VI      | Bangkok, Thailand   | 9. bis 20. Dezember 1970                                    |
| 1974 | VII     | Teheran, Iran       | 1. bis 16. September 1974                                   |
| 1978 | VIII    | Bangkok, Thailand   | 9. bis 20. Dezember 1978                                    |
| 1982 | IX      | Neu-Delhi, Indien   | 19. November bis 4. Dezember 1982                           |
| 1986 | X       | Seoul, Südkorea     | 20. September bis 5. Oktober 1986                           |
| 1990 | XI      | Peking, China       | 21. September bis 7. Oktober 1990                           |
| 1994 | XII     | Hiroshima, Japan    | 2. bis 16. Oktober 1994                                     |
| 1998 | XIII    | Bangkok, Thailand   | 6. bis 20. Dezember 1998                                    |
| 2002 | XIV     | Busan, Südkorea     | 29. September bis 14. Oktober 2002                          |
| 2006 | XV      | Doha, Katar         | 1. bis 15. Dezember 2006                                    |
| 2010 | XVI     | Guangzhou, China    | 12. bis 27. November 2010                                   |
| 2014 | XVII    | Incheon, Südkorea   | 19. September bis 4. Oktober 2014                           |
| 2018 | XVIII   | Jakarta, Indonesien | 19. bis 28. August 2018                                     |
| 2022 | IXX     | Hangzhou, China     | 28. September bis 7. Oktober 2023                           |

## Die Sieger
| Saison | Herreneinzel     | Dameneinzel     | Herrendoppel                                   | Damendoppel                             | Mixed                           |
| ------ | ---------------- | --------------- | ---------------------------------------------- | --------------------------------------- | ------------------------------- |
| 1962   | Tan Joe Hok      | Minarni         | Tan Yee Khan Ng Boon Bee                       | Minarni Retno Koestijah                 | nicht ausgetragen               |
| 1966   | Ang Tjin Siang   | Noriko Takagi   | Tan Yee Khan Ng Boon Bee                       | Minarni Retno Koestijah                 | Teh Kew San Rosalind Singha Ang |
| 1970   | Punch Gunalan    | Hiroe Yuki      | Punch Gunalan Ng Boon Bee                      | Machiko Aizawa Etsuko Takenaka          | Ng Boon Bee Sylvia Ng           |
| 1974   | Hou Jiachang     | Chen Yuniang    | Tjun Tjun Johan Wahjudi                        | Liang Qiuxia Zheng Huiming              | Christian Hadinata Regina Masli |
| 1978   | Liem Swie King   | Liang Qiuxia    | Christian Hadinata Ade Chandra                 | Verawaty Wiharjo Imelda Wiguna          | Tang Xianhu Zhang Ailing        |
| 1982   | Han Jian         | Zhang Ailing    | Christian Hadinata Icuk Sugiarto               | Hwang Sun-ai Kang Haeng-suk             | Christian Hadinata Ivanna Lie   |
| 1986   | Zhao Jianhua     | Han Aiping      | Park Joo-bong Kim Moon-soo                     | Lin Ying Guan Weizhen                   | Park Joo-bong Chung Myung-hee   |
| 1990   | Zhao Jianhua     | Tang Jiuhong    | Li Yongbo Tian Bingyi                          | Guan Weizhen Nong Qunhua                | Park Joo-bong Chung Myung-hee   |
| 1994   | Heryanto Arbi    | Bang Soo-hyun   | Ricky Subagja Rexy Mainaky                     | Shim Eun-jung Jang Hye-ock              | Yoo Yong-sung Chung So-young    |
| 1998   | Dong Jiong       | Kanako Yonekura | Ricky Subagja Rexy Mainaky                     | Ge Fei Gu Jun                           | Kim Dong-moon Ra Kyung-min      |
| 2002   | Taufik Hidayat   | Zhou Mi         | Lee Dong-soo Yoo Yong-sung                     | Ra Kyung-min Lee Kyung-won              | Kim Dong-moon Ra Kyung-min      |
| 2006   | Taufik Hidayat   | Wang Chen       | Koo Kien Keat Tan Boon Heong                   | Gao Ling Huang Sui                      | Zheng Bo Gao Ling               |
| 2010   | Lin Dan          | Wang Shixian    | Markis Kido Hendra Setiawan                    | Tian Qing Zhao Yunlei                   | Shin Baek-cheol Lee Hyo-jung    |
| 2014   | Lin Dan          | Wang Yihan      | Mohammad Ahsan Hendra Setiawan                 | Nitya Krishinda Maheswari Greysia Polii | Zhang Nan Zhao Yunlei           |
| 2018   | Jonatan Christie | Tai Tzu-ying    | Markus Fernaldi Gideon Kevin Sanjaya Sukamuljo | Chen Qingchen Jia Yifan                 | Zheng Siwei Huang Yaqiong       |
| 2022   | Li Shifeng       | An Se-young     | Satwiksairaj Rankireddy Chirag Shetty          | Chen Qingchen Jia Yifan                 | Zheng Siwei Huang Yaqiong       |

## Mannschaftswettbewerb
| Jahr | Damen      | Herren     |
| ---- | ---------- | ---------- |
| 1962 | Indonesien | Indonesien |
| 1966 | Thailand   | Japan      |
| 1970 | Indonesien | Japan      |
| 1974 | China      | China      |
| 1978 | Indonesien | China      |
| 1982 | China      | China      |
| 1986 | Südkorea   | China      |
| 1990 | China      | China      |
| 1994 | Indonesien | Südkorea   |
| 1998 | Indonesien | China      |
| 2002 | Südkorea   | China      |
| 2006 | China      | China      |
| 2010 | China      | China      |
| 2014 | Südkorea   | China      |
| 2018 | China      | Japan      |
| 2022 | China      | Südkorea   |

## Medaillenspiegel
- Stand 2023

| Rang   | Land              | Gold | Silber | Bronze | Gesamt |
| ------ | ----------------- | ---- | ------ | ------ | ------ |
| 1      | China             | 47   | 32     | 37     | 116    |
| 2      | Indonesien        | 28   | 27     | 44     | 99     |
| 3      | Südkorea          | 18   | 19     | 36     | 73     |
| 4      | Japan             | 7    | 9      | 30     | 46     |
| 5      | Malaysia          | 7    | 8      | 21     | 36     |
| 6      | Thailand          | 1    | 11     | 16     | 28     |
| 7      | Indien            | 1    | 2      | 10     | 13     |
| 8      | Hongkong          | 1    | 2      | 5      | 8      |
| 9      | Chinesisch Taipeh | 1    | 1      | 7      | 9      |
| 10     | Myanmar           | 0    | 0      | 1      | 1      |
| 10     | Pakistan          | 0    | 0      | 1      | 1      |
| 10     | Singapur          | 0    | 0      | 1      | 1      |
| Gesamt | Gesamt            | 111  | 111    | 209    | 431    |